# Ивановка (Лозовский район)
Ивановка (укр. Іванівка), село, 
В Садовском сельском совете,
Лозовского района,
Харьковской области.
Код КОАТУУ — 6323986004. Население по переписи 2001 года составляет 119 (50/69 м/ж) человек.

## Географическое положение
Село Ивановка находится на правом берегу реки Бритай,
выше по течению на расстоянии в 1 км расположено село Александровка,
ниже по течению 1,5 км — село Садовое.

## История
- 1861 — дата основания.

## Экономика
- Молочно-товарная ферма.